# フタル酸ビス(2-エチルヘキシル)

異性体

フタル酸ビス(2-エチルヘキシル)（フタルさんビスにエチルヘキシル、Bis(2-ethylhexyl)phthalate）は有機化合物、フタル酸誘導体のなかでも最も主要な物質であり、フタル酸に分枝アルキルの2-エチルヘキサノールがエステル化した構造を持つ。一般には略号DEHP（Di(2-ethylhexyl)phthalate）が使用される。DEHPは無色の粘調液体で油に溶解するが、水には溶けず、可塑剤として良い特性を有している。DEHPは多くの企業により大量に生産されており、様々な別名を持ち、DEHP以外には、フタル酸ジ2-エチルヘキシル等であり、フタル酸ジオクチル(DOP)とされることもある。消防法に定める第4類危険物 第4石油類に該当する。

## 製造
製造プロセスの要は2-エチルヘキサノールと無水フタル酸との反応である。
{\displaystyle {\ce {C6H4(CO)2O\ + 2 C8H17OH -> C6H4(CO2 C8H17)2\ + H2O}}}
概算で年間30億キログラムのDEHPが生産される。

## 利用
最適な特性と費用の低さから、DEHPは可塑剤としてポリ塩化ビニルの製造に広く使用されている。プラスチックには1%から40%のDEHPが含有される。また油圧油やコンデンサーの誘電体としても利用され、サイリュームの溶媒にも使用されている。
欧州連合のRoHS指令により電子・電気機器の使用が規制され、ヨーロッパ・アメリカ・中国・日本では玩具や育児用品への使用に規制を受けるため、異性体のテレフタル酸ジオクチルなどが代替品として使用される。

## 環境暴露
DEHPは蒸気圧が低いため、室温では揮発しにくい。しかし、DEHPを含むポリ塩化ビニル製品を加工するために、高温状態に処理した際、温度上昇に伴いDEHPは揮発し、周辺の環境に含まれるDHEP蒸気の濃度は上昇する。その結果、健康被害の危険が惹起される（ガス放出を参照のこと）。DEHPは食物や水から吸収される可能性があり、牛乳やチーズから相対的に高いレベルで検出される。またプラスチックに接触することで飲食物等に移動してくる可能性がある。その場合は食品容器のポリ塩化ビニルから食用油や脂肪などの非極性の溶媒に抽出される。アメリカ食品医薬局は飲料やスープなど液体容器にDEHPを含有する製品の使用を禁止している。土壌に関しては、水に溶けにくいのでDEHPは非常にゆっくりと広がってゆく。最終処分場に廃棄されたプラスチックからの拡散は一般にはゆっくりとしている。アメリカ合衆国環境保護庁は飲料水のDEHPレベルは6 ppbであると報告しており、アメリカのOSHAは大気中でのDEHP規制値を5 mg/m3と定めている。日本では 2002年に厚生労働省より、食品用の器具や容器包装およびおもちゃについてDEHPを原材料とするポリ塩化ビニルの使用を禁止する通知が出された。

### 医療機器への利用
DEHPはかつて点滴のプラスチックチュープやバック、カテーテル、流動食チューブ、透析チューブやバック、血液バック、気管チューブ等の医療機器に可塑剤として利用されていた。そのため、患者はDEHPに曝露されていたと考えられている。特にNCUの未熟児や血友病患者や透析患者は注目されている。2002年6月にアメリカ食品医薬局はDEHPに関するPublic Health Notificationを発行し『男性の乳児、未熟児または男性胎児の妊婦にはこれらのリスク回避のためにDEHP不使用代替物の利用を推奨する』としている。DEHP不使用代替物はDEHP接触を避けるためと考えられる。

### 代謝
DEHPが代謝により加水分解されるとMEHP (フタル酸モノエチルヘキシル)を経由してフタル酸となる。遊離したアルコール成分は酸化により相当するアルデヒドやカルボン酸になると推定される。

## 毒性
DEHPの急性毒性は30 g/kg（ラット、経口）、 24 g/kg（ウサギ、経皮）が報告されている。また、内分泌攪乱物質の可能性について注目をあつめている。欧州委員会はDEHPの使用やポリ塩化ビニル製玩具の廃絶を打ち出している。

## 註・出典
1. ↑  法規情報 (東京化成工業株式会社)
2. 1 2 3 4  Peter M. Lorz, Friedrich K. Towae, Walter Enke, Rudolf Jäckh, Naresh Bhargava, Wolfgang Hillesheim "Phthalic Acid and Derivatives" in Ullmann's Encyclopedia of Industrial Chemistry, Wiley-VCH: Weinheim, 2002.
3. ↑  フタル酸エステル類に代わる代替素材を可塑剤に使用したPVC樹脂中の不純物分析 (PDF) （日本電子株式会社）
4. ↑  器具・容器包装・おもちゃ・洗浄剤に関する情報 - 厚生労働省